# Aussonnelle
Aussonnelle – rzeka we Francji, przepływająca przez teren departamentu Górna Garonna, o długości 40,4 km. Stanowi dopływ rzeki Garonny.